# Petrovický mlýn
Petrovický mlýn je zaniklý vodní mlýn v Praze 10, který stál na potoce Botič.

## Historie
Vodní mlýn byl postaven pravděpodobně kolem roku 1800. Kolem roku 1850 k němu byla přistavěna obytná budova a pekárna, k dalším úpravám došlo v roce 1900.
Od roku 1907 jej vlastnil Karel Grünwald, který se o deset let později stal členem Společenstva mlynářů v Říčanech. Kromě mletí provozoval také vedlejší živnost pecnářskou (pečení chleba).
Roku 1920 bylo mlynářské zařízení modernizováno, ale o tři roky později mlýn vyhořel až po podlahu přízemí; nepoškozena zůstala pouze hlavní transmise v suterénu, vodní kolo s přístavkem a strojovna s motorem. Následující rok byl nově vystavěn a navýšen o nástavbu podkroví.
Roku 1933 převzal mlýn syn Josef a po dvou letech také vedlejší živnost pecnářskou; poté se zde provozovala pouze pekárna. Roku 1957 byl areál zkonfiskován.

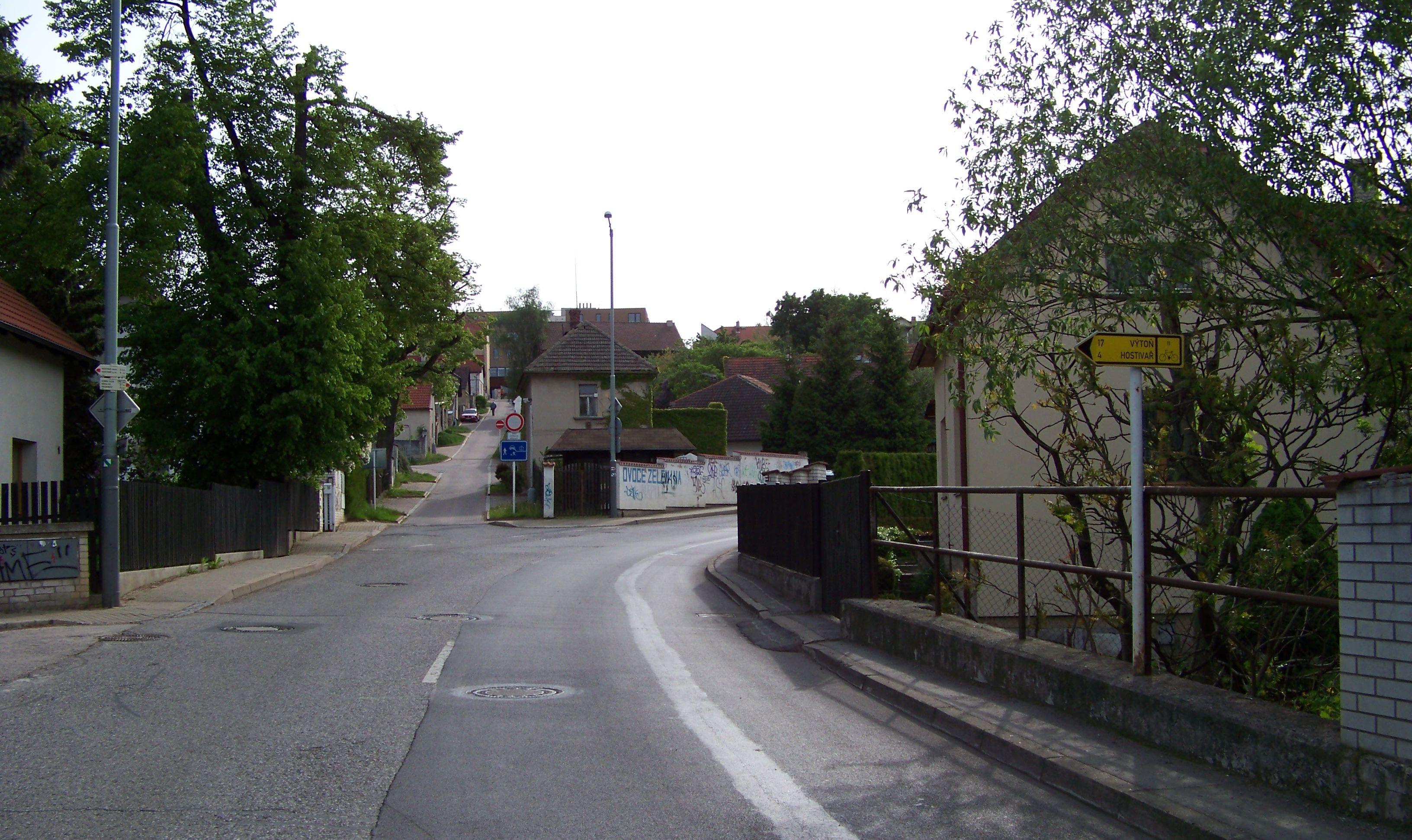
most přes bývalou odpadovou strouhu

Stavby existovaly až do roku 2003, kdy byly zbořeny a na jejich místě postavena novostavba. Náhon byl zasypán, dochovala se pouze odpadová strouha vedená od bývalého mlýna podél ulice Ramanova po Hostivařskou přehradu.

## Popis
Mlýn stál na pravém okraji 600 metrů dlouhého náhonu, který vedl z jihu od jezu na Botiči. Odpadová strouha pod mlýnem vedla severně a měřila přibližně 250 metrů. Budovy byly zděné, jednopatrové a stály samostatně. Původně měl jedno vodní kolo na svrchní vodu o výkonu 7,5 HP a jeden záložní naftový motor o výkonu 15 HP.